# Giuliano Giannichedda
Giuliano Giannichedda (ur. 21 września 1974 w Pontecorvo) – włoski piłkarz grający na pozycji pomocnika.
Profesjonalną karierę zaczął w klubie Sora Calcio w Serie C2, gdzie grał przez trzy sezony i awansował do Serie C1. Po zwycięskim sezonie Giannichedda w 1995 przeszedł do Udinese Calcio, gdzie szybko stał się podstawowym graczem. W 2001 przeszedł do S.S. Lazio. W 2005 na zasadzie wolnego transferu przeszedł do Juventusu, gdzie grał dwa sezony. Z klubem tym wywalczył awans do Serie A. W 2007 roku przeszedł do AS Livorno Calcio, gdzie w 2008 roku zakończył karierę.